# Pretoria: Phi vụ đào tẩu
Phi vụ đào tẩu, tiếng Anh: Escape from Pretoria là một bộ phim giật gân năm 2020 do Francis Annan đồng sáng tác và đạo diễn, dựa trên cuộc vượt ngục ngoài đời thực của ba tù nhân chính trị ở Nam Phi năm 1979, với sự tham gia của Daniel Radcliffe và Daniel Webber. Nó dựa trên cuốn sách Inside Out: Escape from Pretoria Prison năm 2003 của Tim Jenkin, một trong những người trốn thoát.
Nó được quay tại thành phố Adelaide, Nam Úc, vào đầu năm 2019, cả về địa điểm trong thành phố và vùng ngoại ô và trong các xưởng phim Glenside của Hãng phim Nam Úc.

## Nội dung
Escape from Pretoria (Phi vụ đào tẩu) dựa trên câu chuyện có thật của hai nhà hoạt động chính trị Tim Jenkin (Daniel Radcliffe đóng) và Stephen Lee (Daniel Webber) vào thập niên 1970. Lúc đó, Nam Phi đang theo chính sách phân biệt chủng tộc Apartheid, trong đó người da trắng khinh thường người da đen. Tuy nhiên, vẫn có số ít người da trắng - như Jenkin và Lee - sẵn sàng giúp người da đen chống lại bất công, bất chấp bị những người cùng màu da dè bỉu.
Jenkin và Lee bị bắt, đưa vào nhà tù Pretoria với mức án lần lượt là 12 và 8 năm. Nhà giam này vốn nổi danh ở Nam Phi với sự kiên cố, chưa ai có thể thoát ra. Bộ đôi lên kế hoạch vượt ngục với bạn tù Fontaine (Mark Leonard Winter) - cũng là một người chống phân biệt chủng tộc, căm hận các cai ngục do vấn đề cá nhân. "Công cụ" của họ chỉ có giấy nháp, bút chì, gỗ, kiến thức cơ khí và sự kiên nhẫn.
Kế hoạch đào tẩu trong phim thoạt nghe có phần phi lý, khi các nhân vật chủ yếu tạo ra những chiếc chìa khóa gỗ và dùng gậy điều khiển từ xa.
Sự nhẫn nại, cầu kỳ trong quá trình thực hiện những chiếc chìa khóa được thể hiện tỉ mỉ trong tác phẩm.
Hành trình thử nghiệm từng cánh cửa của nhà tù để vượt hệ thống an ninh dày đặc giúp ba tù nhân trở thành bạn bè thân thiết. Khi vượt khỏi những bức tường u ám, họ vui sướng không chỉ bởi tự do mà còn vì được tiếp tục cuộc đấu tranh. Giây phút họ ôm nhau cười thật to vì đào thoát thành công là cảnh phim dễ gây xúc động. Còn tình tiết ba người xin tài xế người da đen chở đi thể hiện tinh thần phản kháng phân biệt chủng tộc của họ.

## Diễn viên
- Daniel Radcliffe là Tim Jenkin
- Daniel Webber với tư cách Stephen Lee
- Ian Hart với tư cách là Denis Goldberg
- Mark Leonard Winter với vai Leonard Fontaine
- Trang Nathan là Mongo
- Cấp Piro làm Thuyền trưởng Schnepel
- Adam ovadia trong vai Van Zadelhoff
- Adam Tuominen trong vai Jeremy Cronin
- Tim Jenkin với tư cách là tù nhân trong phòng chờ của nhà tù (vai thêm, không có lời thoại)